# Ходаки (Коростенський район)
Ходаки́ — село в Україні, в Коростенському районі Житомирської області.

## Історія
В XVI ст. на Заушшя постійно траплялись набіги татар, через що місцеві бояри попри вислугу власних сіл змушені були гуртуватись разом для захисту. Так в середині близько 1560-х рр. на правому березі Уші четверо київських дружинників Василь Миткович Меленевич, Богдан Єскович, Василь Малкович та Іван Юревич Багринович створили першу спільну колонію зауських зем'ян в Ходаках, які належали Василю Малковичу.
4 лютого 1570 р. в Варшаві господарський дворянин Василь Малкевич «за військову, господарську земську службу» отримав привілей на Ходаковщину з центром в селі Ходаки в Зауській волості, і з того часу він та його нащадки стали іменуватись Ходаковськими.
У 1571 р. в Ходаках було 11 димів зауських бояр. В 1579 р. у «Реєстрі збору людей на військову службу з Київської волості» Ходаки виставили 8 служб.
В 1577 р. бездітний Василь Ходаковський продав свою п'яту частину Ходаків Єльцям, через що в 1646 р. київський хорунжин Реміян Єлець намагався відсудити собі маєтності і інших Ходаковських заявивши що ті не є нащадками Василя Малкевича-Ходаковського. Втім вивчивши документи та уточнивши їх родовід, суд відмовив йому залишивши, крім придбанної в 1577 р. п'ятої частини Ходаків, маєтності за Ходаковськими.
1906 року село Татарновицької волості Овруцького повіту Волинської губернії. Відстань від повітового міста 35 верст, від волості 5. Дворів 197, мешканців 445.

## Населення
Населення становить 270 осіб.

### Мова
Розподіл населення за рідною мовою за даними перепису 2001 року:
| Мова       | Кількість | Відсоток |
| ---------- | --------- | -------- |
| українська | 262       | 97.04%   |
| російська  | 8         | 2.96%    |
| Усього     | 270       | 100%     |

## Дендропарк
На землях села Ходаки українським винахідником, розробником ліків проти раку Анатолієм Потопальським засновано дендропарк.
Унікальність дендропарку полягає в тому, що на його території зібрані лікувальні рослини з усіх країн світу. Тут вирощуються рослини, які входять компонентами до ліків проти більшості найтяжчих хвороб. Опікується Ходаківським дендропарком міжнародна громадська організація «Земляцтво житомирян».
Територія дендропарку «Перемога» становить 38,6 га. Закладений у 1979 році. Налічує понад 350 видів цінних, декоративних лікарських, медоносних і технічних рослин світової флори, серед них надзвичайно цінні, унікальні за своїми цілющими властивостями.
Шефство над розбудовою парку взяли клуб земляків Коростенщини, районна і місцева влади та ряд наукових закладів столиці України.

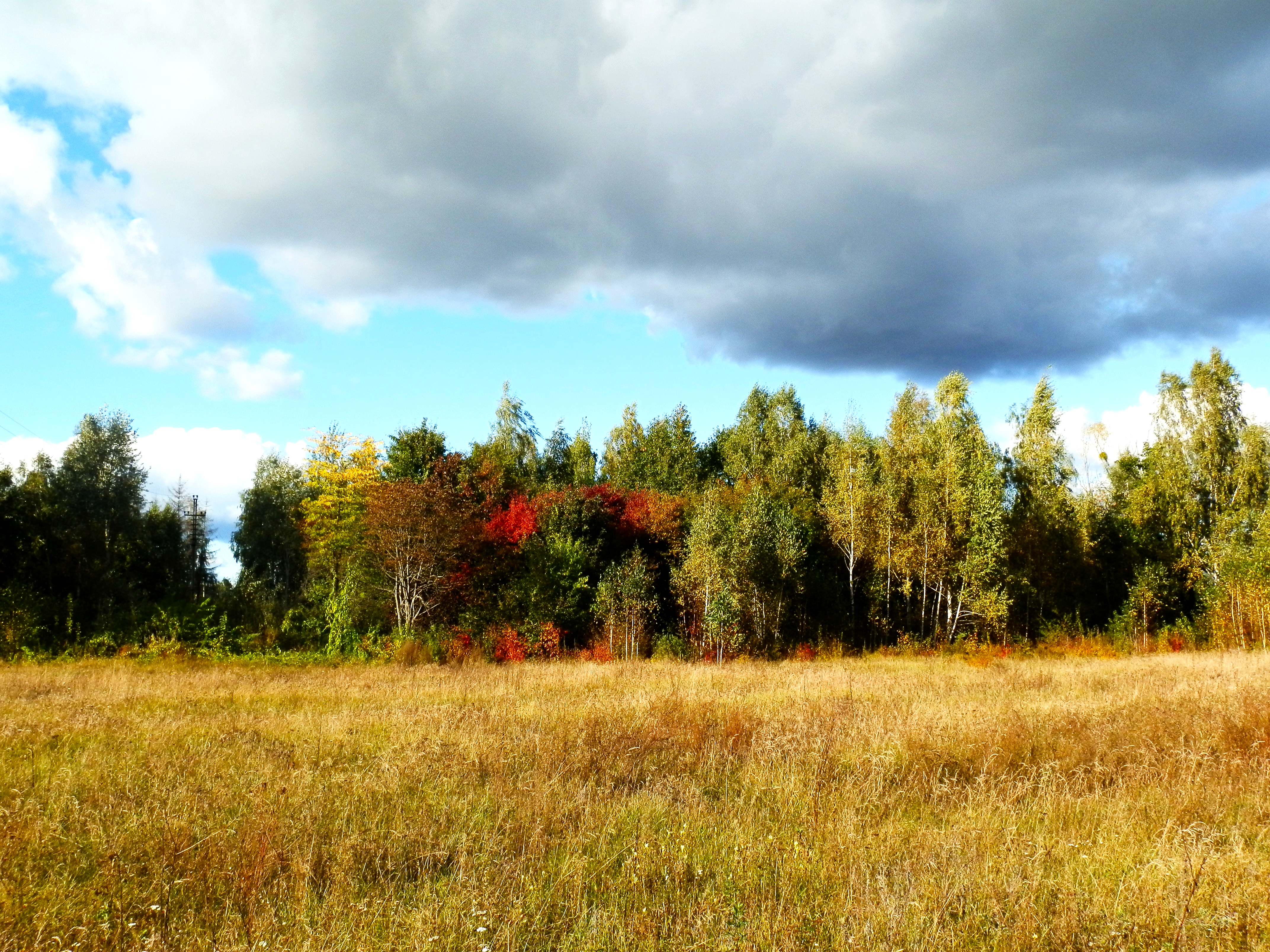
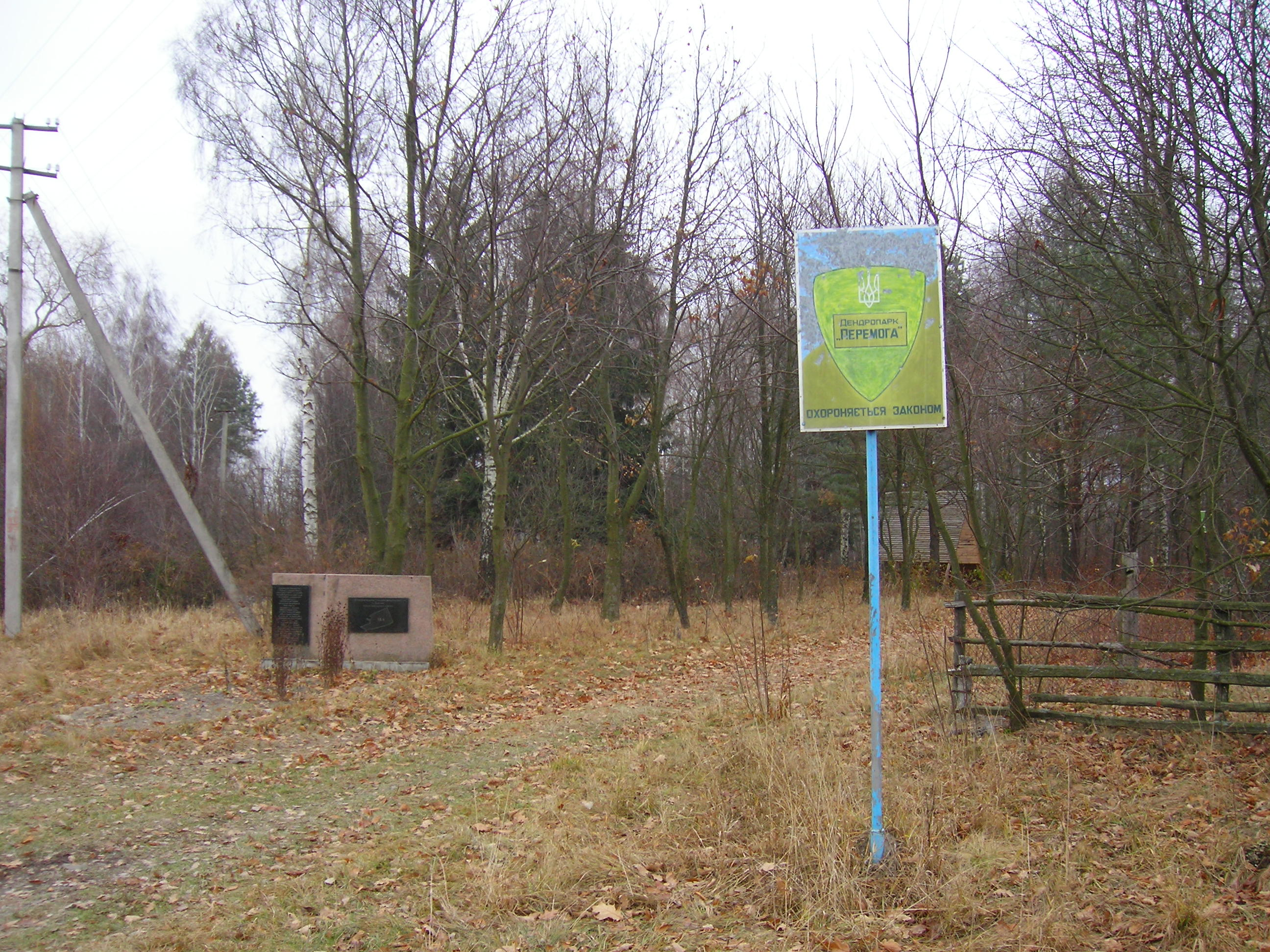
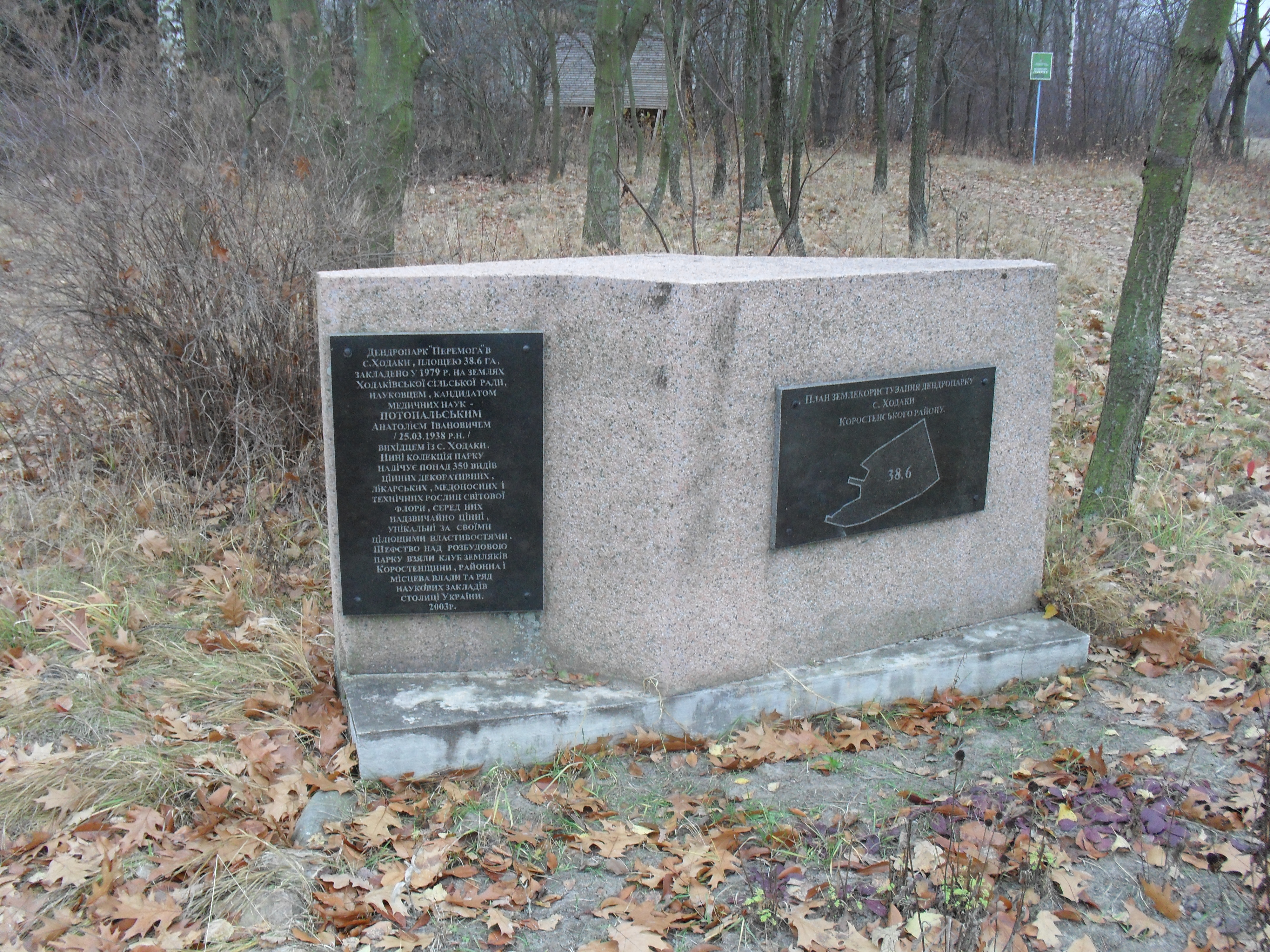
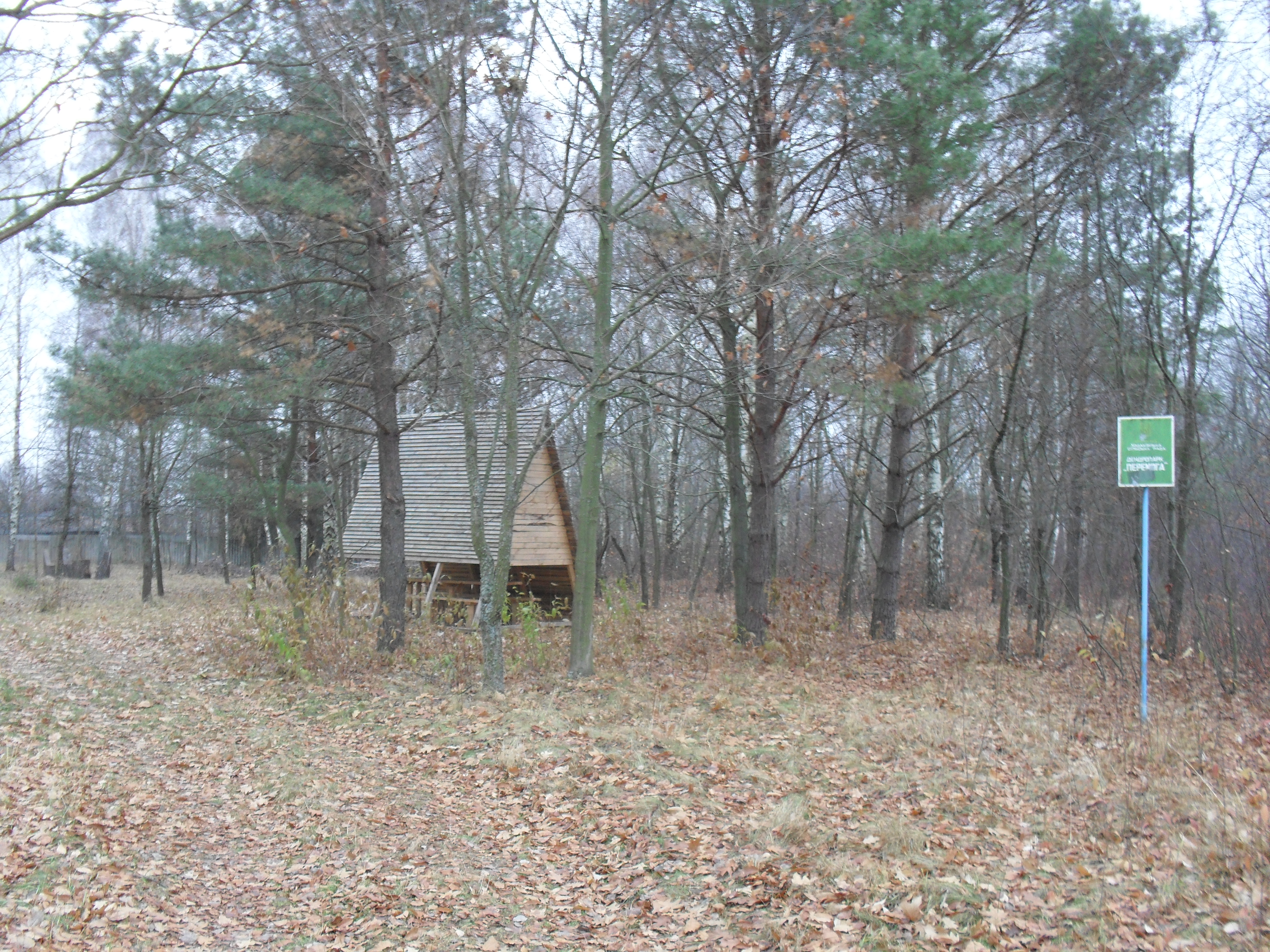
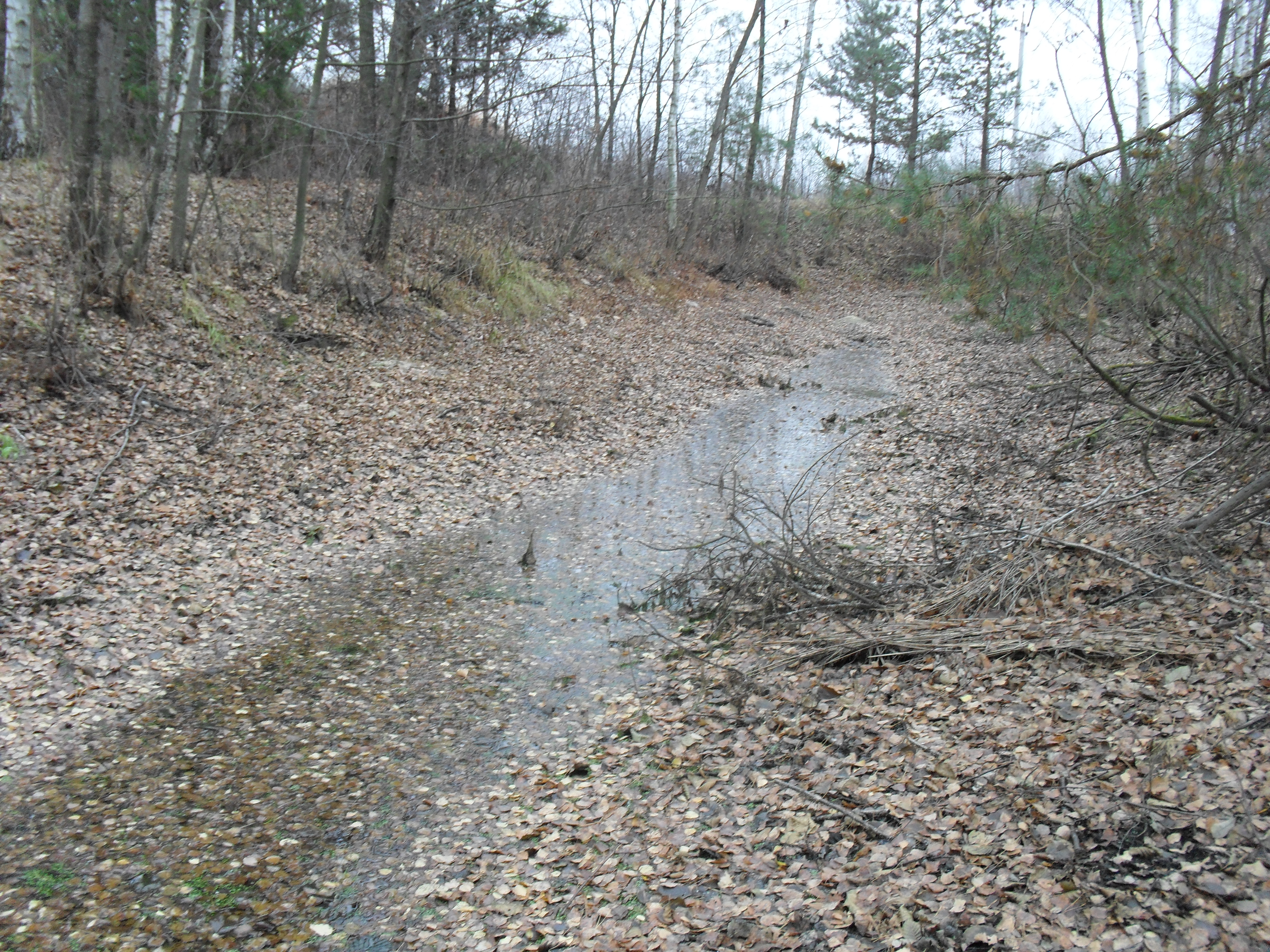
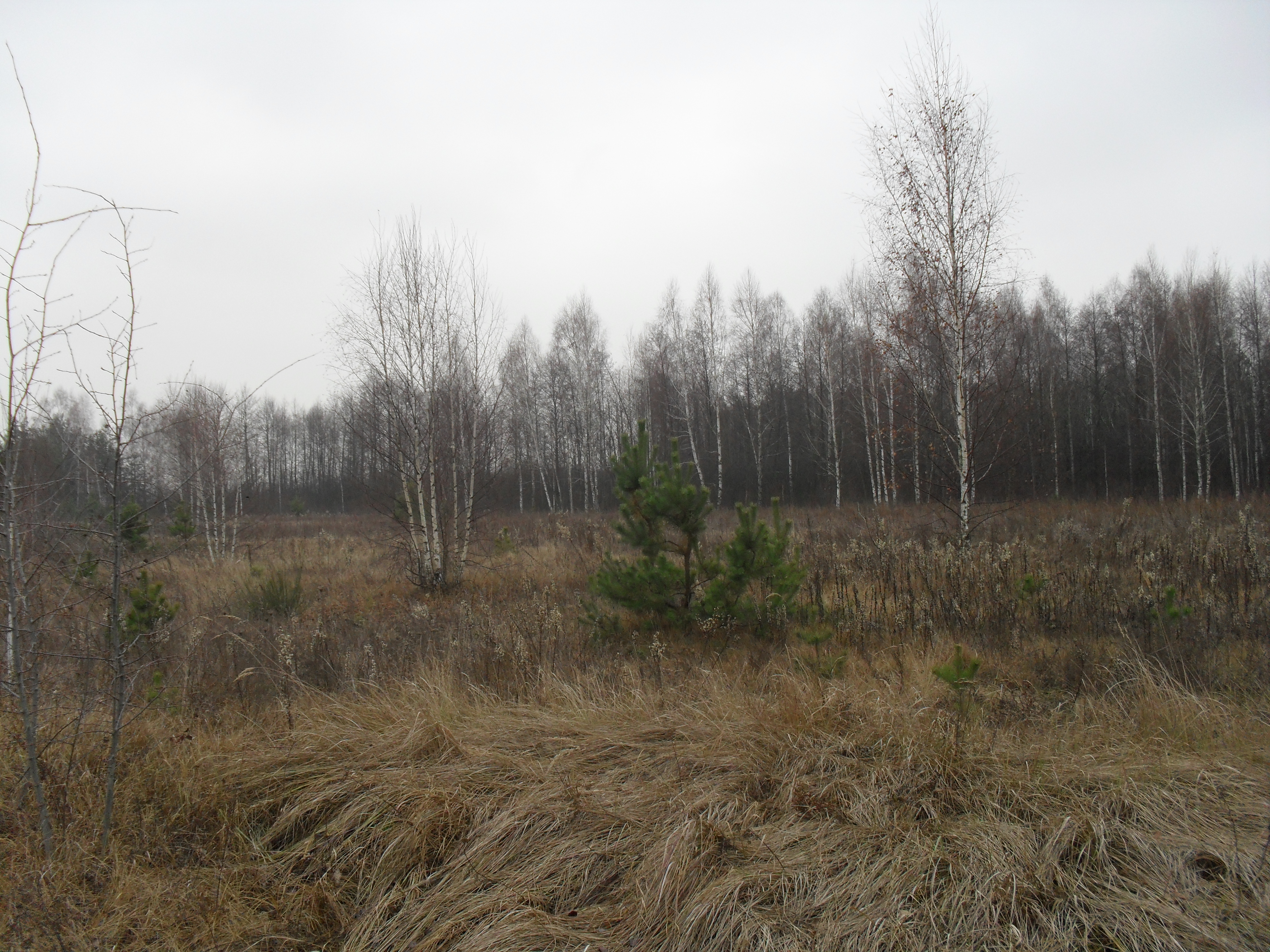
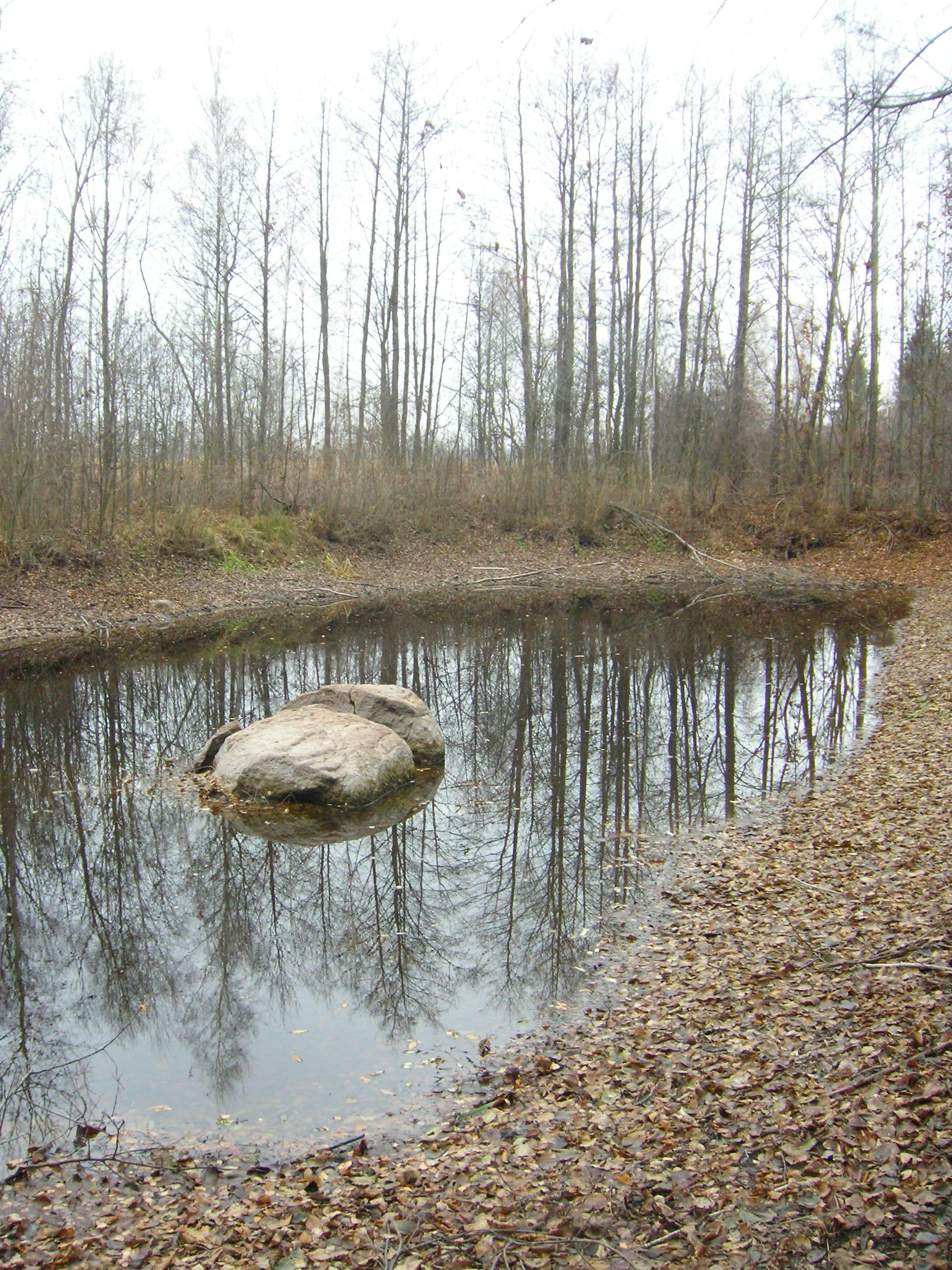
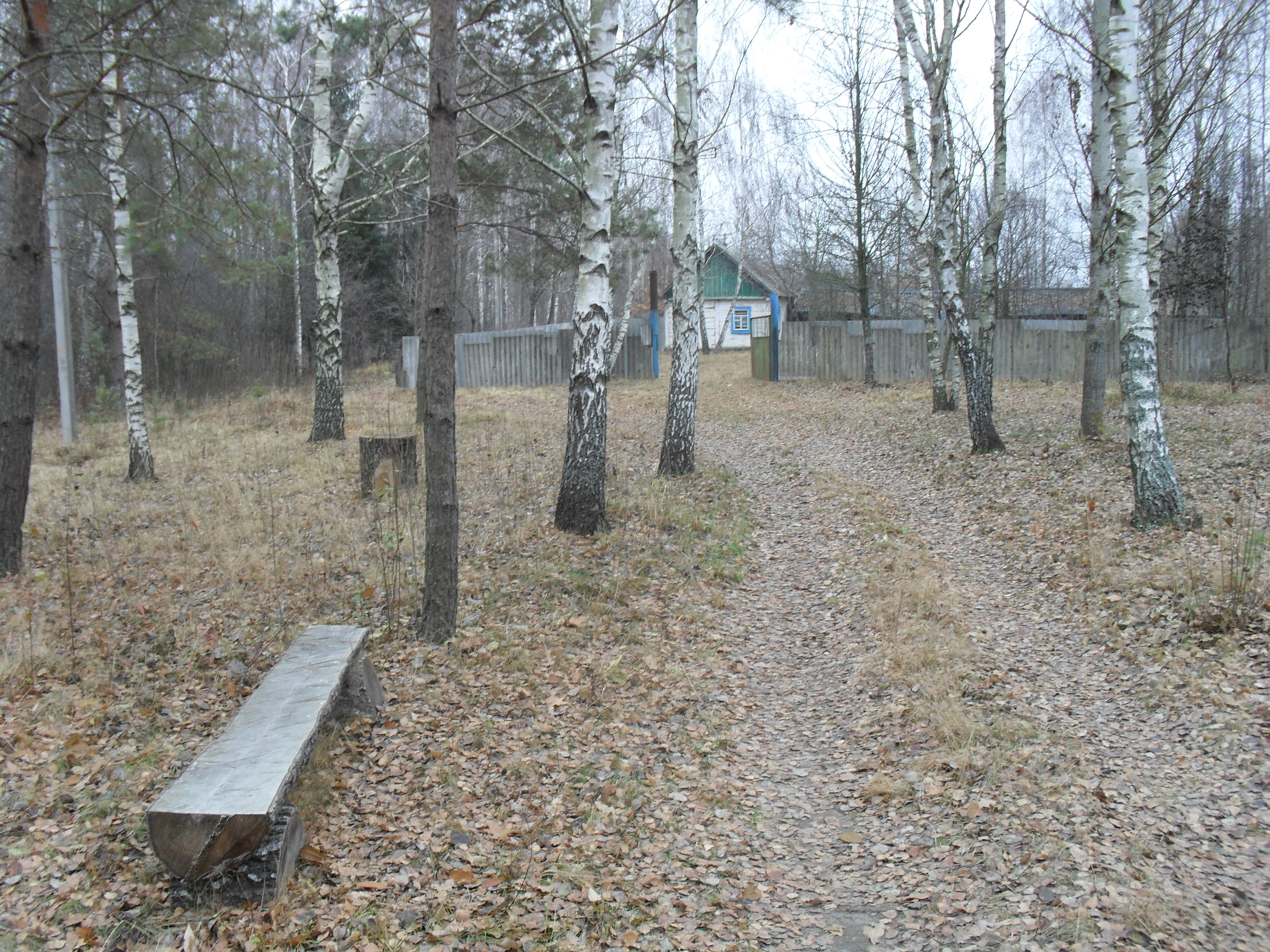
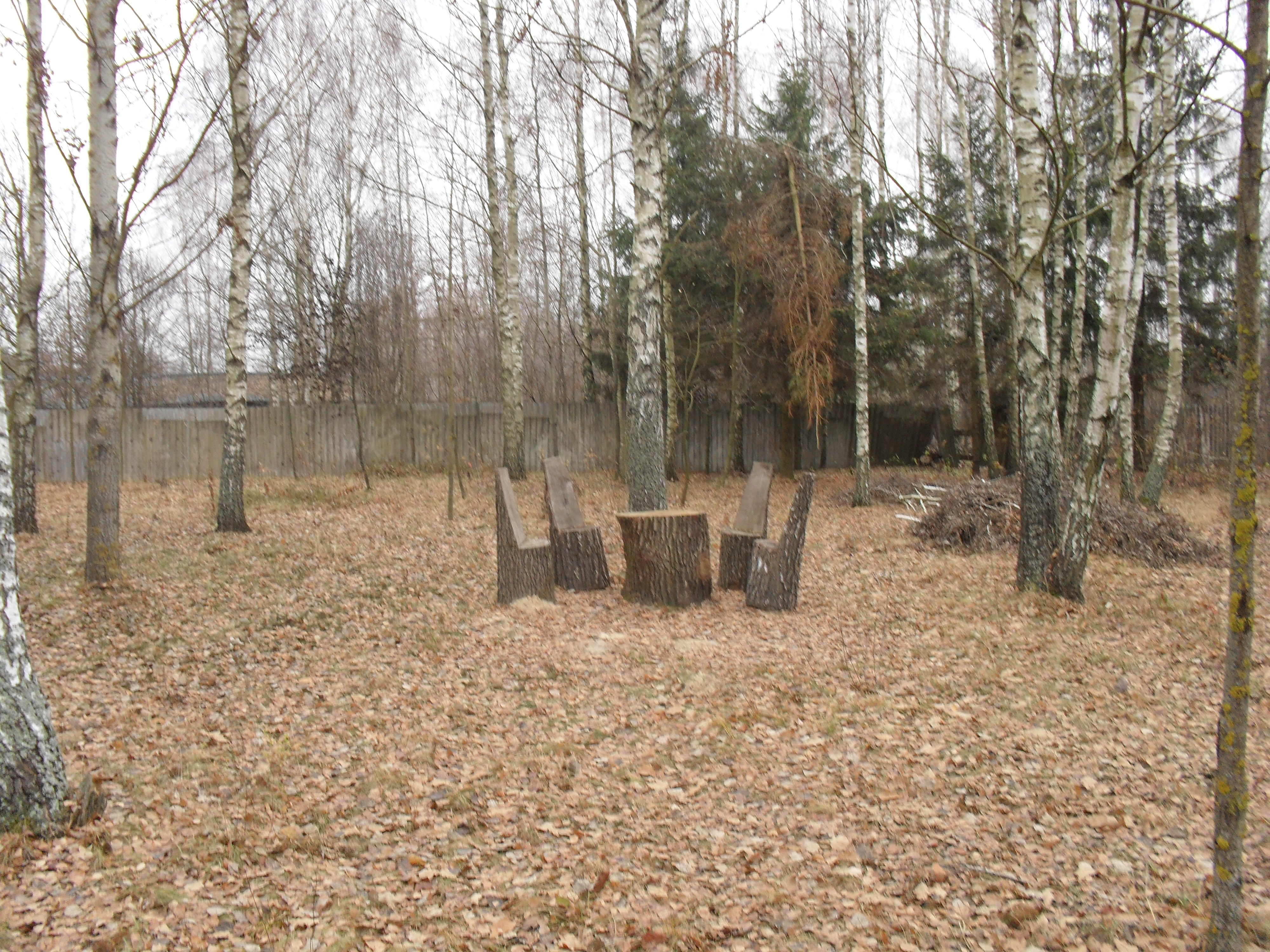
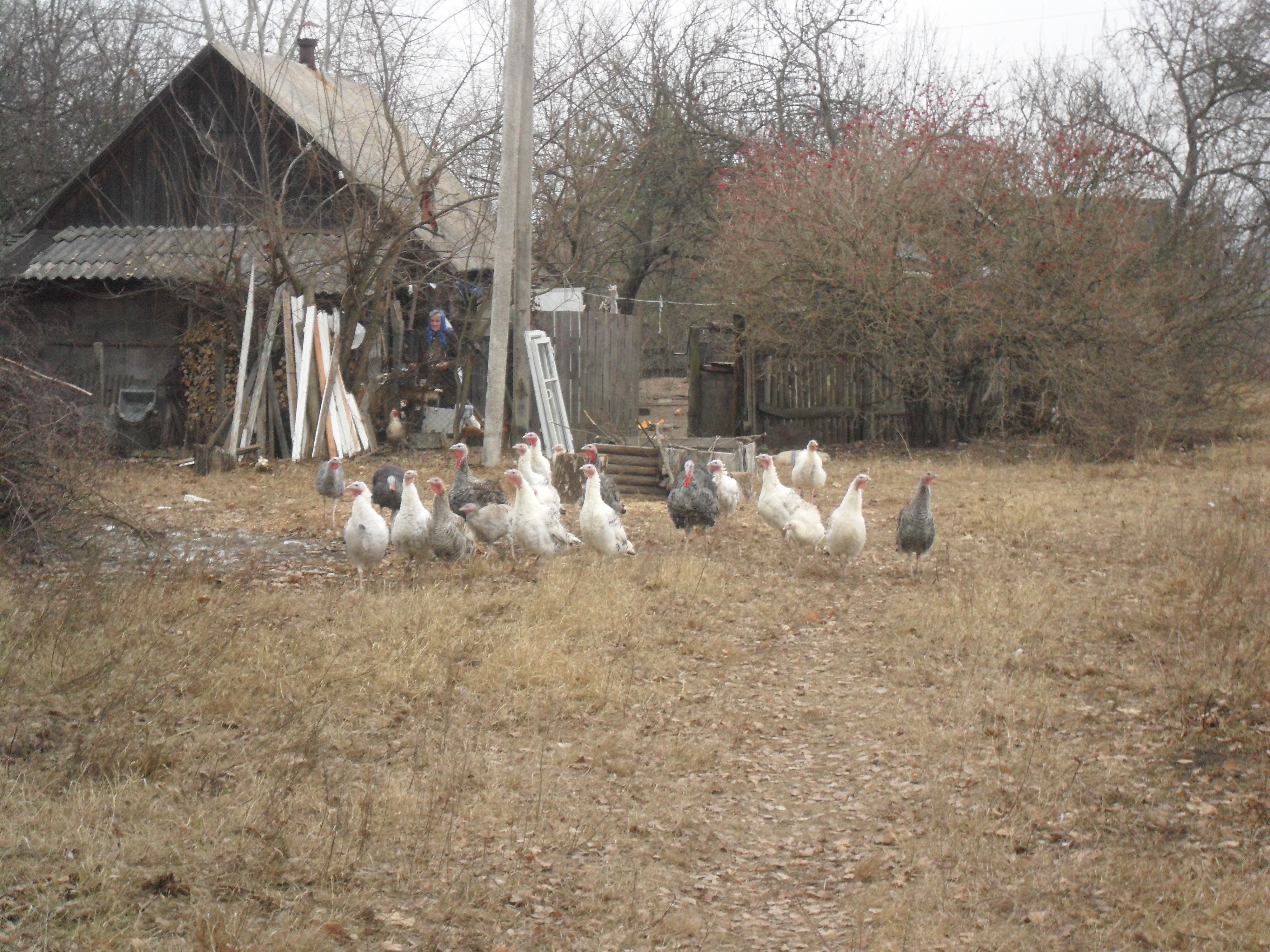
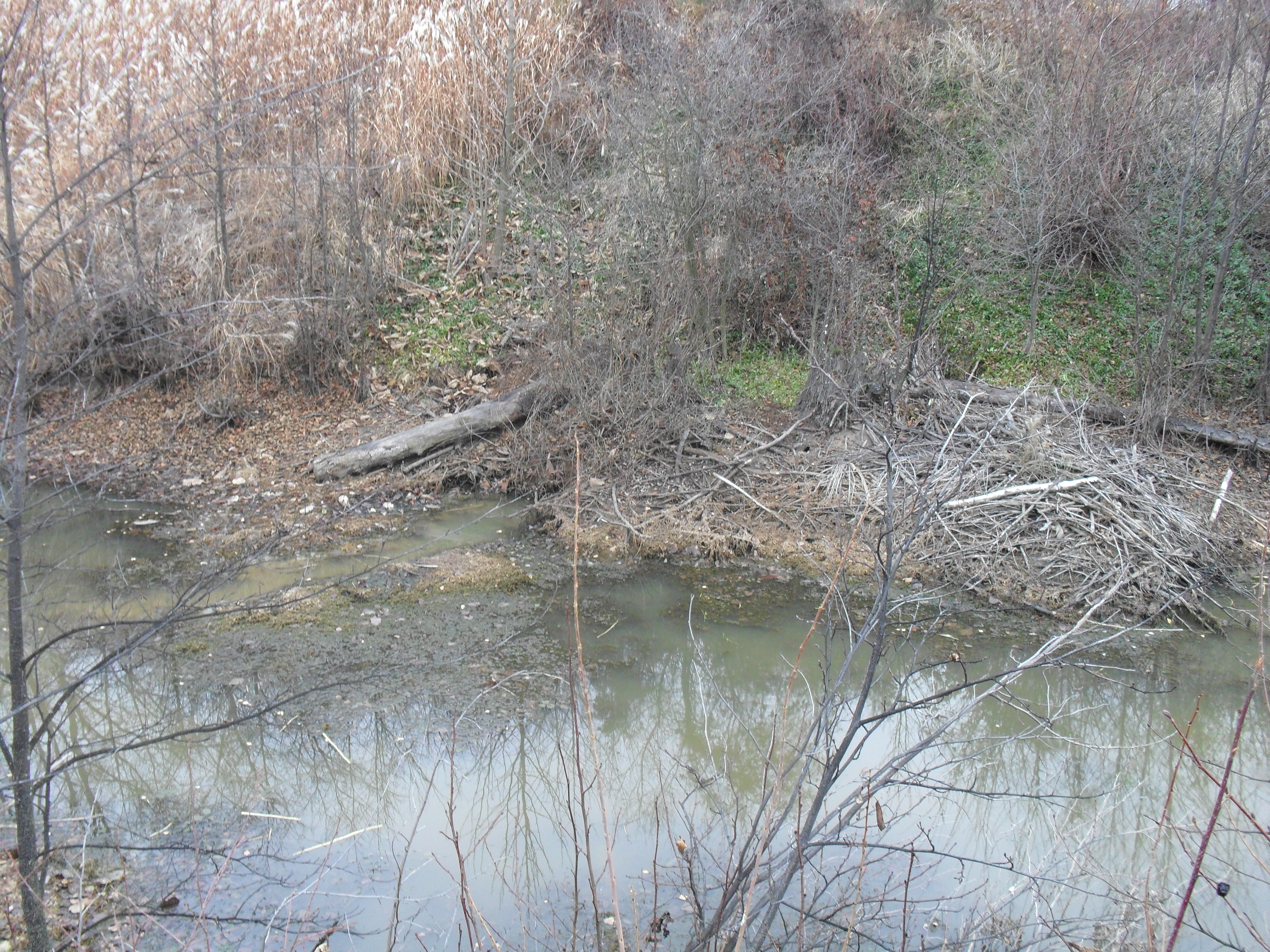

## Галерея

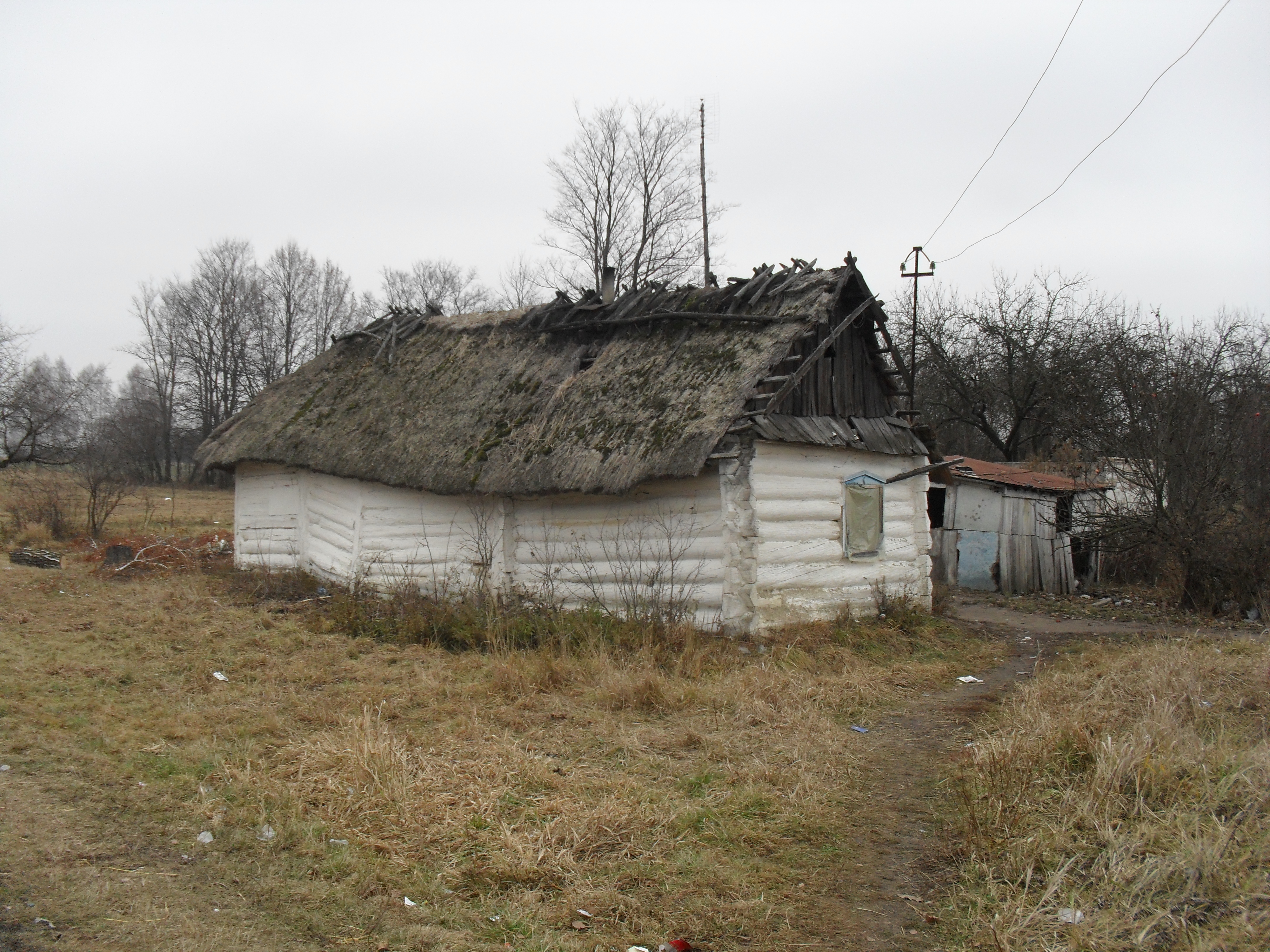
Давня хата
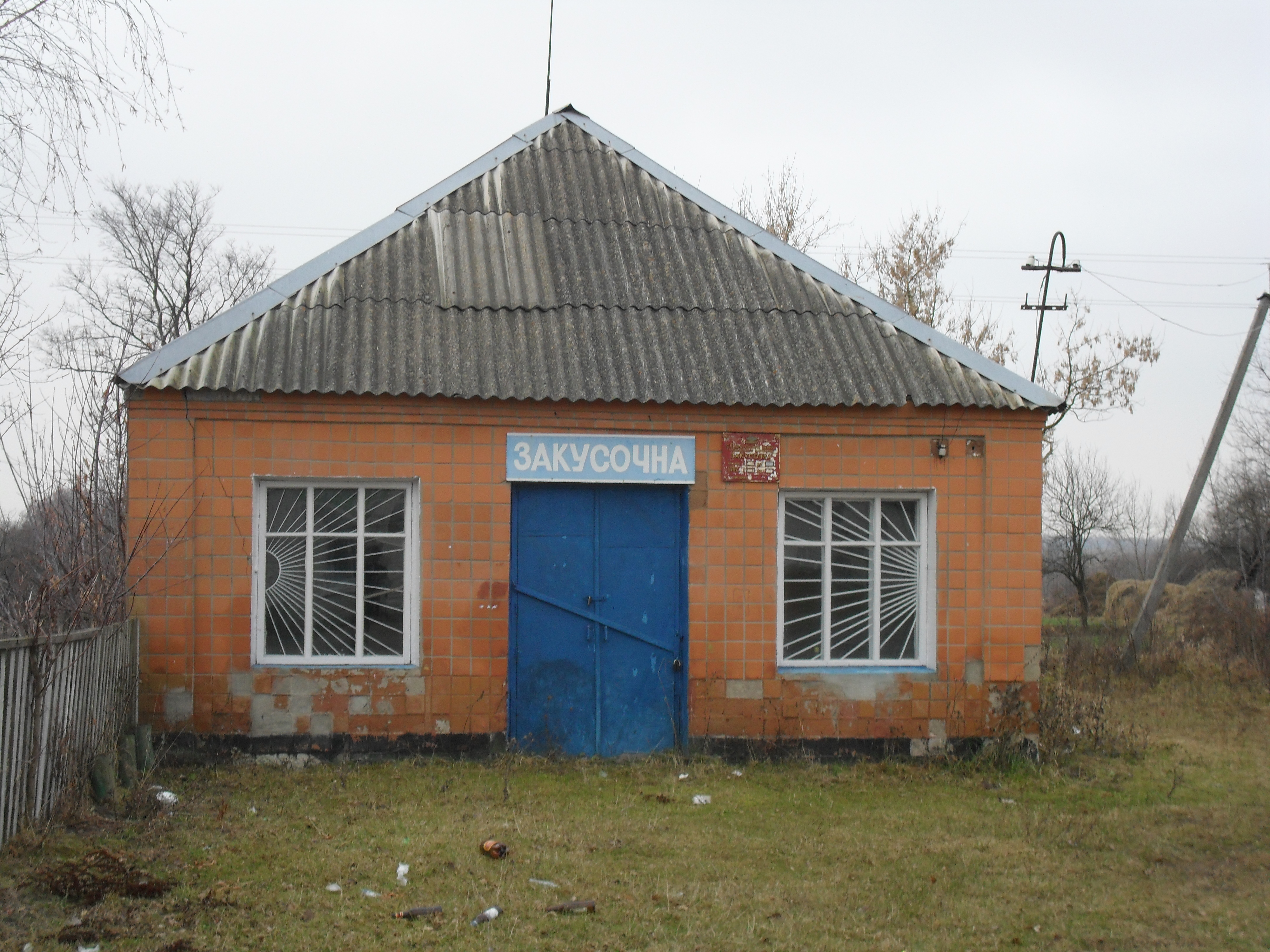
Закусочна в Ходаках
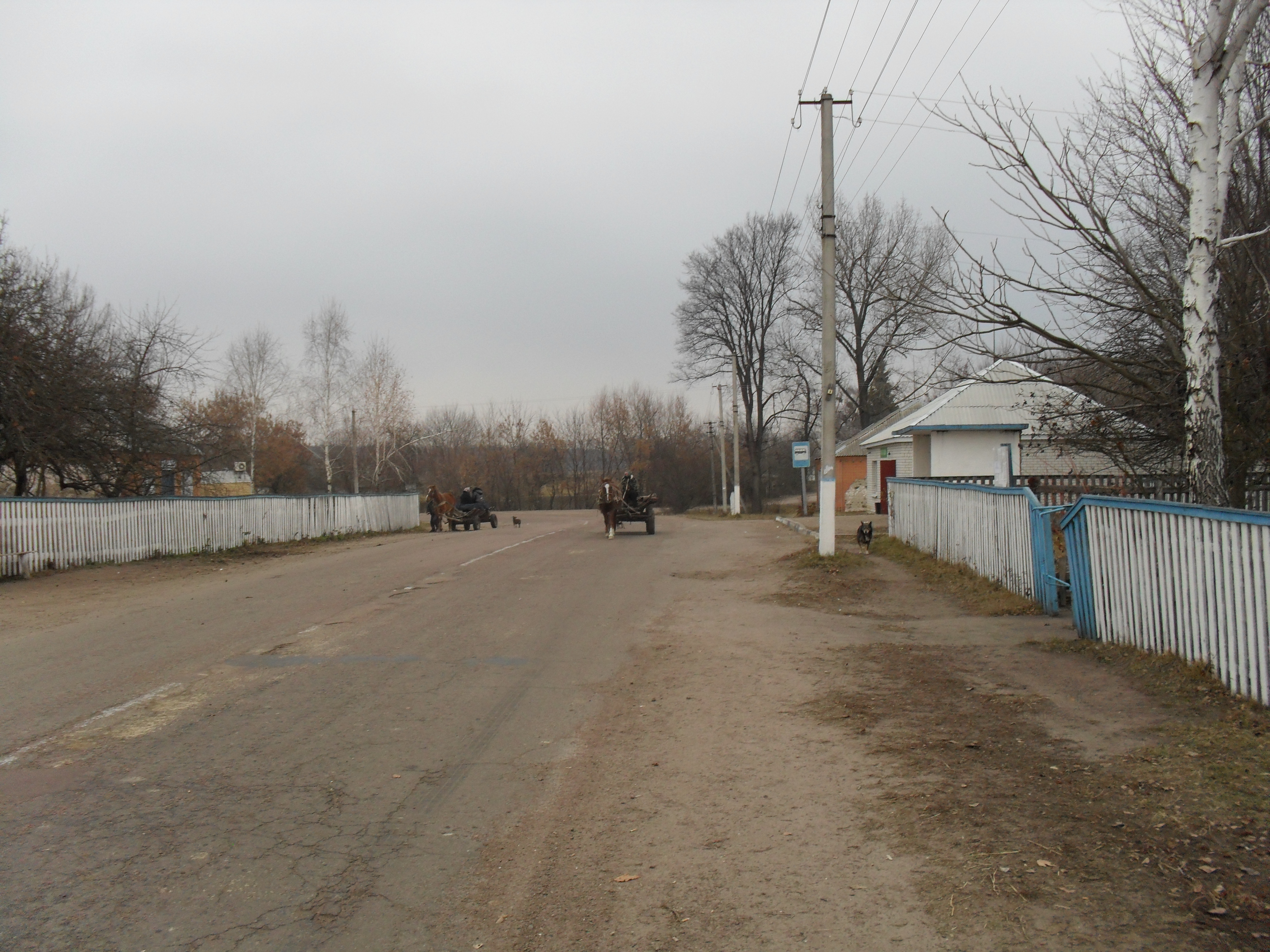
У центрі села
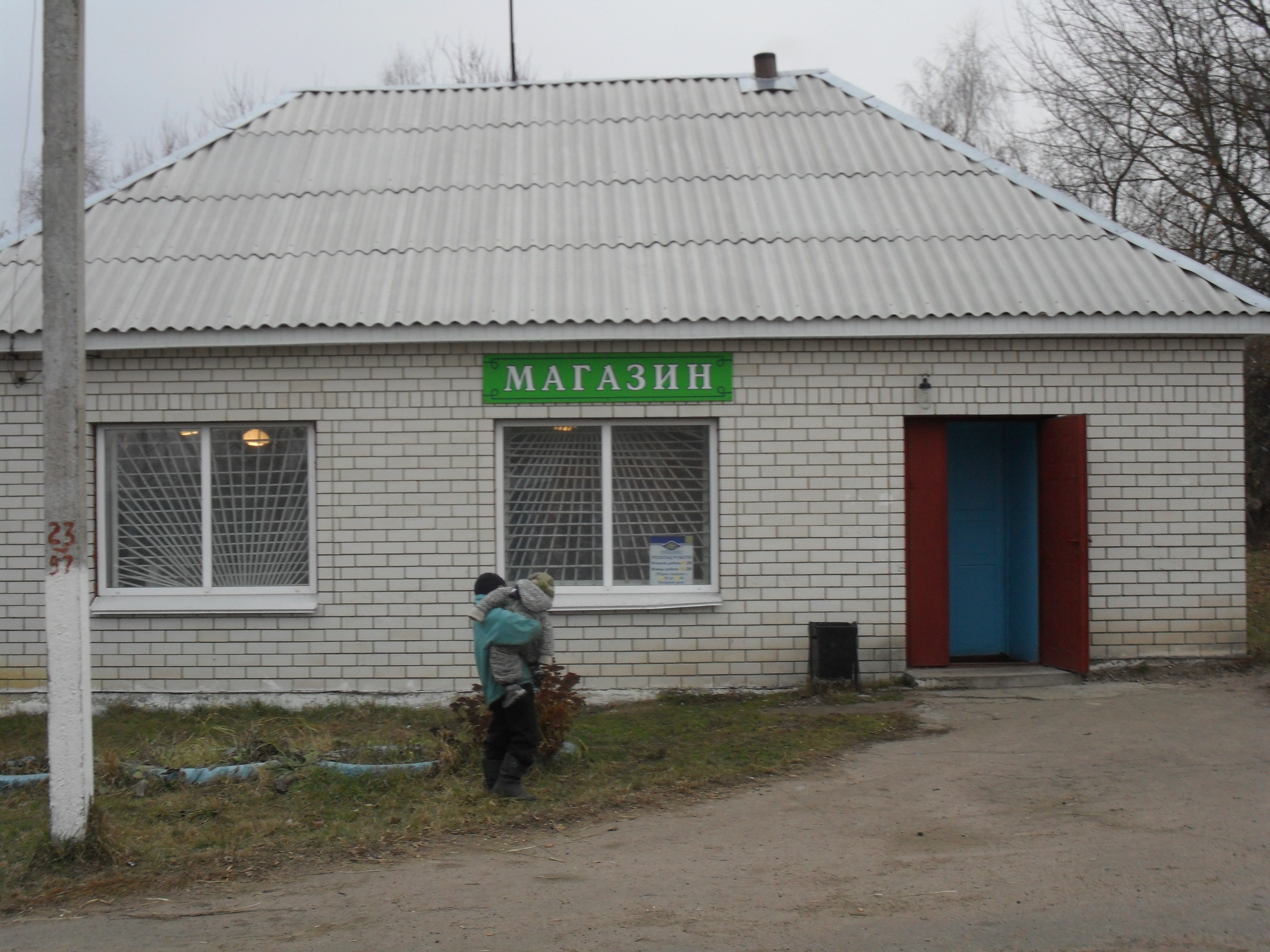
Магазин в Ходаках